# Kanilai Cultural Festival
Das Kanilai Cultural Festival, auch Kanilai International Cultural Festival (KICF), ist der Name eines Kulturfestes, das jährlich im westafrikanischen Staat Gambia begangen wird.
Die zweiwöchigen Festtage in Kanilai und der Umgebung finden um die Zeit des Geburtstags des Präsidenten Jammeh (25. Mai) statt, 2010 vom 21. Mai bis zum 7. Juli. Das erste Kanilai Cultural Festival wurde 2001 begangen. Bei dem Kulturfest nehmen nationale und internationale Künstler aus der Region teil. Von 50.000 Teilnehmern wird 2006 berichtet.
Gast war 2010 unter anderem Jermaine Jackson, der ein Konzert im Independence Stadium in Bakau gab. Weitere Gäste waren Rockmond Dunbar, Chaz Guest und Tichina Arnold.